# Halford John Mackinder

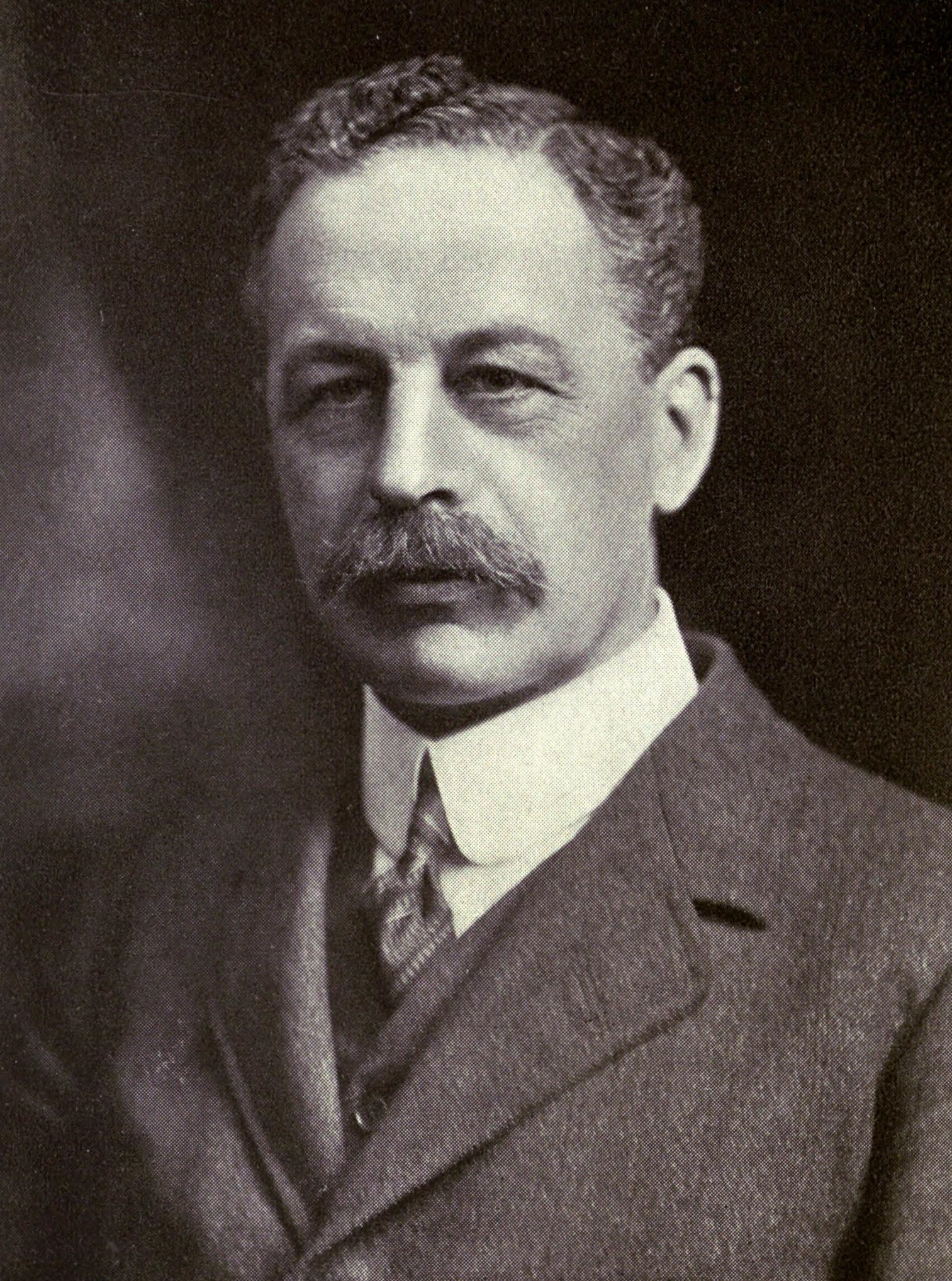
Portret van Halford John Mackinder

Halford John Mackinder (Gainsborough, Lincolnshire, 15 februari 1861 - 6 maart 1947) was een Brits geograaf en politicus. Hij is vooral bekend geworden door zijn politieke Heartland-theorie.

## Levensloop
Zijn geboorteplaats Gainsborough was destijds een kleine haven- en handelsstad, gelegen aan de rivier de Trent. Als zoon van de arts Draper Mackinder en Fanny Anne Mackinder groeide hij op als oudste in een gezin met zes kinderen.
Zijn vader hield zich bezig met gezondheidsproblemen en de bekendheid hiervan. Succesvol als hij was publiceerde hij hierover maar het gezin was niet echt rijk te noemen.
Mackinder werd onderwezen door een Franse gouvernante en sprak rond zijn negende levensjaar al zeer goed Frans. Zijn interesse voor geografie werd al vroeg gewekt doordat zijn familieleden belangstelling hadden voor het buitenland en reizen voor de familie niet vreemd was.
Alvorens hij aan de Universiteit van Oxford kon studeren zat hij op de Grammar School te Gainsborough en het Epsom College.
Het Epsom College had de reputatie intensief vaardigheden te oefenen en Mackinder blonk uit in het schrijven van opstellen, talen, presentatie en 'environmental sciences' (vertaling: omgevingswetenschappen). Ook hier werd zijn interesse gewekt voor historische geologie. In 1880 won hij samen met een vriend, Thomas Walker, een vijf jaar durende 'Junior Studentship' in de fysische wetenschappen.
Als student in Oxford raakt Mackinder geïnspireerd door Michael Sadler en Henry Nottidge Moserly. Dit waren in Groot-Brittannië twee vooraanstaande personen in de strijd voor erkenning van geografie als een onafhankelijk onderzoeksterrein.
Mackinder werd in 1886 lid van het Royal Geographical Society. In datzelfde jaar werd aangewezen om natuurkunde en economische geschiedenis te onderwijzen. In 1887 schreef Mackinder zijn eerste artikel 'On the Scope and Methods of Geography', en in juni van datzelfde jaar werd hij aan de Universiteit van Oxford benoemd tot 'Reader in Geography'.
Mackinder wordt ook weleens als een 'environmental determinist' (omgevingsdeterminist) getypeerd omdat hij de overtuiging aanhing dat fysische- en sociale geografie een eenheid zijn en niet los van de geschiedenis kunnen worden gezien.
In 1889 trouwde Mackinder met Emilie Catherine Ginsburg. Hij zou zich hierna nog twaalf jaar toeleggen op het doceren van geografie aan universiteiten.
Later zou hij naar de Verenigde Staten afreizen om lezingen te geven aan grote universiteiten aldaar. In 1892 werd hij benoemd tot 'Principal of Reading College', aan de universiteit van Oxford. Hier leverde hij zijn bijdrage bij de stichting van de 'School of Geography'.
Mackinder was naast geograaf ook een fanatiek bergbeklimmer en organiseerde hij een beklimming van de Mount Kenia. In 1896 kreeg hij toestemming om naar Kenia af te reizen. Doel van de reis was het in kaart brengen van onbekend gebied. Op 8 juni 1899 vertrok de expeditie uit Marseille. Op 28 juni kwamen de deelnemers aan in Zanzibar. De expeditieleden had te kampen met vele tegenslagen, zoals ziekten. Maar de expeditie was zeer succesvol, vooral bij het benoemen van onbekende diersoorten. Bij de terugkomst in het najaar begon Mackinder afzonderlijk te leven van zijn vrouw.
Zijn eerste boek was 'Britain and the British Seas' (1902). Hierna zou hij zich nog toeleggen op het schrijven van diverse artikelen en boeken. Maar géén kan de bekendheid van 'The Geographical Pivot of History' en 'Democratic Ideals and Reality' met de daaruit voortgekomen 'Heartland Theory' overtreffen.
Mackinder was ook directeur van de London School of Economics. Sinds 1913 was hij voorzitter van de 'Geographical Association' en in 1916 werd hij daar tot president verkozen. Hij was parlementslid van 1910 tot 1922.
Na de Eerste Wereldoorlog maakte Mackinder zich zorgen over de naoorlogse gesprekken (die zouden leiden tot het Verdrag van Versailles) over de grensvorming in het naoorlogse Europa. Hij probeerde zijn adviezen hierover - zo veel mogelijk kleine staatjes in Oost-Europa opdat Rusland niet aan de macht in dit gebied kon komen - ingang te doen vinden.
In 1923 verkreeg hij een leerstoel in de geografie bij de Universiteit van London, maar de kroon op zijn werk was het ontvangen van de 'Charles P. Daly Medal' van de 'American Geographical Society', drie jaar voor zijn overlijden.

## Werken

### On the Scope and Methods of Geography
'On the Scope and Methods of Geography' (vertaling: over de schaal en methoden van aardrijkskunde) is een beschrijvend artikel over de wording van de geografie in Groot-Brittannië. In dit artikel zet Mackinder een viertal zaken uiteen die voor het begrip van zijn later geformuleerde werk als leidraad kunnen fungeren.

Zo stelt hij hierin:
- dat een geograaf als doel heeft om naar de geschiedenis te kijken om het hedendaagse te verklaren;
- dat de wereld nog maar weinig onbekend gebieden telt zodat het aantal geografische ontdekkingen eindig is;
- dat er twee typen van politieke heersers zijn, namelijk 'landwolven' en 'zeewolven';
- dat de technologische ontwikkeling invloed heeft op 'de grootte van staten'.

### Britain and the British Seas
Het eerste boek van Mackinder. Hij beschrijft hierin de politieke gesteldheid van Groot-Brittannië. Zijn kijk op geografie en politiek wordt zichtbaar in de onderwerpen van zijn boek zoals 'Positie van Brittannië', 'Strategisch Brittannië' en 'Imperiaal Brittannië'. In dit boek stelde hij dat er vier wereldmachten zijn die hun politieke macht danken aan macht ter land, namelijk: Frankrijk, Duitsland, Rusland en de Verenigde Staten, en één wereldmacht haar macht dankt aan het heersen ter zee: Groot-Brittannië.

### Heartland Theory
Het meest geciteerde werk van Mackinder is zonder twijfel zijn politieke 'Heartland Theory' (vertaling: hartland-theorie). Deze theorie dateerde oorspronkelijk van het begin van de twintigste eeuw en werd door Mackinder reeds beschreven in 1904, in zijn artikel 'The Geographical Pivot of History' (vertaling: de geografische spil van de geschiedenis), op het moment dat Rusland het grootste deel van het Euraziatische continent in beslag nam en door hem werd aangewezen als centrum van de wereldgeschiedenis.
De Heartland-theorie komt kortweg op het volgende neer:
Groot-Brittannië kent van oorsprong een rijke geschiedenis in de zeevaart. Een koloniale geschiedenis die Britse schepen over de hele wereld liet varen maakte van Groot-Brittannië een grote maritieme macht: 'Britannia rules the waves' (vertaling: Groot-Brittannië heerst over de golven').
Echter, ook de technologische ontwikkeling nam haar vlucht en zo kwamen er nieuwe technieken die ertoe leidden dat het over het land voortbewegen door middel van bijvoorbeeld stoomtreinen, steeds gemakkelijker en vlugger kon. Mackinder ging ervan uit dat in de nabije toekomst de politieke macht van Groot-Brittannië weleens geringer zou kunnen worden. In een wereld waar deze opgedane politieke macht te danken was aan een maritieme vloot, en verbindingen over land een sterkere positie zouden gaan innemen, zouden continentale landen als Rusland hierdoor meer politieke macht vergaren. Groot-Brittannië zou geen grip kunnen krijgen op deze continentale gebieden en zo haar politieke macht zien afnemen. Mackinder wees erop dat al vaker beschavingen vanuit dit continentaal gebied erin slaagden anderen te overheersen.

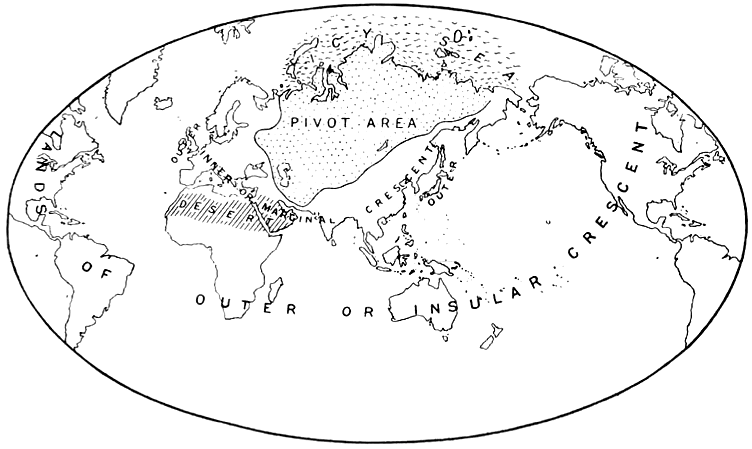
Het door Mackinder aangewezen "Heartland", ook wel "The Geographical Pivot of History" genoemd.

In 1919 publiceerde Mackinder zijn boek 'Democratic Ideals and Reality' waarin hij zijn ideeën over de geografische factoren en invloeden uitgeoefend in de politiek en op de geschiedenis van staten beschreef. De in 1904 beschreven 'Heartland Theory' wordt door Mackinder hier verder in verdiept: hij zag het Euraziatisch continent als "Heartland" waarbij het centrum van dit continent zich bevond in Oost-Europa.
"A victorious Roman general, when he entered the city, amid all the head-turning splendour of a 'Triumph', had behind him on the chariot a slave who whispered into his ear that he was mortal. When our statesmen are in conversation with the defeated enemy, some airy cherub should whisper to them frome time to time this saying: Who rules East Europe commands the Heartland; who rules the Heartland commands the World Island; who rules the World Island commands the world."  ~ H.J. Mackinder
Mackinder legde in dit werk dus een verbinding tussen geografie en politiek. De 'geopolitiek', zou echter pas later onder deze term benoemd worden.
Tussen het verschijnen van eerdergenoemde 'The Geographical Pivot of History' en 'Democratic Ideals and Reality' schreef Mackinder nog meer stukken met betrekking tot geografie en politieke macht die allen in meerdere of mindere mate terugkeren in het allesomvattende 'Democratic Ideals and Reality':
- 'Man-Power as a Measure of National and Imperial Strength', (1905);
- 'Our Own Islands: An Elementary Study in Geography', (1906);
- 'On Thinking Imperially', (1907);
- 'The Geographical Environment of Great Britain', (1908);
- 'The Rhine: Its Valley and History', (1908);
- 'Geographical Conditions Affecting the British Empire', (1909);
- 'The Geographical Conditions of the Defence of the United Kingdom', (1909);
- 'The New Map', (1915);
- 'Some Geographical Aspects of International Reconstruction', (1917);
- 'This Unprecedented War', (1917);
- en 'The New Map of Europe', (1918).

Echter zou geen van deze artikelen de bekendheid van de 'Heartland Theory' als beschreven in 'The Geographical Pivot of History' en in 'Democratic Ideals and Reality' overtreffen

## Zijn invloed
Mackinder schreef zijn 'Heartland Theory' vanuit het oogpunt dat Groot-Brittannië een wereldmacht was en deze positie moest behouden. Een andere geograaf uit deze tijd maar dan behorende bij het 'vijandige' Duitse kamp was sterk onder de indruk van Mackinders werk: Karl Haushofer (1869-1946). Hetgeen Mackinder vreesde dat was voor Haushofer een wensdroom.
"Who rules East Europe commands the Heartland; who rules the Heartland commands the World Island; who rules the World Island commands the world."
Hierop verderredenerend werd dit in Duitsland als volgt uitgelegd: wanneer Duitsland heerschappij over het 'Heartland' zou hebben, zouden zij heersen over het 'World Island' hetgeen zou betekenen dat Duitsland een hegemoniale macht zou zijn.
Omdat de Duitsers door de Vrede van Versailles vooral in het oosten grondgebied hadden verloren leidde dit bij de Duitse bevolking tot grote ontevredenheid. Volgens hun eigen visie hadden ze simpelweg 'te veel' in moeten leveren. De politiek speelde hier, én zeker na het verschijnen van Adolf Hitler op het politieke toneel, gretig op in. Met eigen propaganda rechtvaardigden ze zich hun eigen expansiedrift en zélfs de Holocaust. Het valt niet te zeggen dat de publicatie van Mackinder's Heartland Theory hier een directe invloed op heeft uitgeoefend maar het is een zeer geschikte voedingsbodem voor de Duitsers geweest die hun wens heeft gediend om de voormalige Duitse gebieden in oostelijk Europa op een andere machtige wereldmacht (Rusland) terug te veroveren.
- Bibsys: 10006355
- Biblioteca Nacional de Chile: 000464234
- Bibliothèque nationale de France: cb12169756k (data)
- Catàleg d'autoritats de noms i títols de Catalunya: 981058618544106706
- CiNii: DA00616697
- Gemeinsame Normdatei: 11878112X
- International Standard Name Identifier: 0000 0001 1061 4207
- Library of Congress Control Number: n50042166
- Nationale Bibliotheek van Letland: 000042301
- Bibliotheek van het Japanse parlement: 00448421
- Nationale Bibliotheek van Tsjechië: jx20051212010
- Nationale bibliotheek van Australië: 35319937
- Nationale Bibliotheek van Israël: 987007264977705171
- Nationale Bibliotheek van Polen: a0000002778176
- Nationale en Universitaire bibliotheek Zagreb: 000069959
- Nederlandse Thesaurus van Auteursnamen: 072040009
- Réseau des bibliothèques de Suisse occidentale: 02-A003546343
- SNAC: w6dj7j5k
- Système universitaire de documentation: 030238900
- Trove: 910425
- Virtual International Authority File: 49266596
- WorldCat: E39PBJrKRttkgG4pcJrxjrQrMP